# امام‌آباد کدوکی
امام‌آباد کدوکی یا سعیدآباد کودکی روستایی در دهستان چشمه زیارت بخش مرکزی شهرستان زاهدان استان سیستان و بلوچستان ایران است.

## جمعیت
بر پایه سرشماری عمومی نفوس و مسکن در سال ۱۳۹۵ جمعیت این روستا ۱۶ نفر (۸خانوار) بوده‌است.